# Isabel Enríquez de Almansa y Manrique
Isabel Enríquez de Almansa y Manrique ( Desconocido –1586), fue una noble castellana, consorte del VII Señor de Fuentidueña.

## Orígenes familiares
Isabel Enríquez de Almansa y Manrique, fue hija de Martín Enríquez de Almansa y Ulloa, virrey de Nueva España y virrey de Perú, y de Ana María Manrique, hija de Juan II Fernández Manrique de Lara, marqués de Aguilar de Campoo y conde de Castañeda.

## Biografía
En 1581, falleció su marido, debiendo hacerse cargo en solitario de la crianza de sus hijos. Una vez fallecida Isabel Enríquez de Almansa y Manrique, sus hijos fueron tutelados por su suegro, Antonio de Luna y Valois, VI Señor de Fuentidueña.

## Muerte y sepultura
Isabel Enríquez de Almansa y Manrique falleció en Fuentidueña y recibió sepultura en el convento de San Francisco de dicha localidad.

## Matrimonio e hijos
Isabel Enríquez de Almansa y Manrique contrajo matrimonio con Álvaro de Luna y Sarmiento, hijo del VI Señor de Fuentidueña, con el que tuvo varios hijos:
- Leonor de Luna y Enríquez de Almansa, casada con Diego Sarmiento de Sotomayor y Mendoza, I conde de Salvatierra.[1]
- Antonia de Luna y Enríquez de Almansa (1570- ¿? ), casada con Cristóbal Portocarrero y Osorio, II conde de Montijo.[4]
- Antonio de Luna y Enríquez de Almansa, VII Señor de Fuentidueña.[5]